# Los Millares
Los Millares is een nederzetting uit de Kopertijd in Andalusië in het zuidoosten van Spanje. Ze ligt op een heuvel ongeveer 25 kilometer ten noorden van Almería, aan de samenvloeiing van de Rambla de Huechar en de Rio Andarax, in de gemeente Santa Fe de Mondújar. Los Millares bestaat uit een ommuurde nederzetting en een groot aantal ganggraven. Ze gaf haar naam aan de Los Millarescultuur, die van groot belang was voor het ontstaan van de Bronstijdculturen van Spanje en Portugal.
De nederzetting werd bewoond in de periode van 3200 tot 2250 v.Chr. Volgens de archeologen voerden in die periode zowel de Rio Andarax als de Rambla de Huechar meer water dan nu. Het vochtige klimaat zou voor een bijna tropische vegetatie gezorgd hebben, zeer anders dan het huidige dorre klimaat en schrale woestijnvegetatie. Men verbouwde wijn en olijven en liet met symbolen versierd aardewerk achter, dat vooral werd gevonden in megalithische bouwwerken en de grootste bekende koepelgraf-necropolis met meer dan 100 graven.
De cultuur werd voorafgegaan door de Almeríacultuur, en opgevolgd door de El Argarcultuur.

## Ontdekking
De nederzetting werd in 1891 ontdekt tijdens de aanleg van de spoorweg door de vallei van de Rio Andarax. De Belgische archeoloog Louis Siret verrichtte de eerste opgraving. Later volgden nog meerdere opgravingen. De spoorlijn rijdt tegenwoordig in een tunnel onder de bergkam.

## De nederzetting
De nederzetting beslaat een oppervlakte van ongeveer vijf hectare. In tegenstelling tot voorafgaande onversterkte Neolithische nederzettingen is het omringd door drie concentrische stenen muren. De buitenste, ongeveer twee meter dikke, stenen muur bezit een monumentale toegangspoort en halfronde bastions op onregelmatige afstanden. De muur omringt zowel de nederzetting als de necropolis. De nederzetting wordt vervolgens omringd door een tweede stenen muur met toegangspoort. Binnen deze tweede muur bevindt zich nog een derde muur die een gebied aan het einde van de bergkam van het woon- en ambachtsgebied afzondert. Dit deel wordt geïnterpreteerd als de woonplaats van de heerser. Deze derde muur werd echter al tijdens de bewoonde periode gesloopt. Volgens C14-datering werd de buitenste muur omstreeks 3025v. Chr. vernield en daarna sterker herbouwd.
Buiten de buitenste muur bevinden zich ongeveer dertien fortificaties van verschillende afmetingen op kleine verhogingen in de omgeving. Een aantal van deze vestingwerken bevat cisternen, evenals de nederzetting zelf.
De nog slechts voor een deel uitgegraven nederzetting bevat de fundamenten van ronde woningen van ongeveer zes meter doorsnede. Binnen de ook aanwezige rechthoekige gebouwen werden sporen van kopersmelterij gevonden. Los Millares is hierdoor belangrijk voor het begrip van de overgang van de Late Steentijd naar de Bronstijd. Op ongeveer 800m bevinden zich op een heuvelrug vier ronde stenen gebouwen. De grootste is ongeveer 30m in doorsnede en bestaat uit twee onderling verbonden concentrische muren. Ze bezit aan de buitenzijde eveneens bastions, die echter geen verdedigingsfunctie hebben.
Meestal wordt ervan uitgegaan dat de nederzetting 1000-1.500 inwoners bezat. De plaatselijke informatie noemt zelfs een aantal van 5000. De vondsten tonen een hiërarchische samenleving met een verdeling van de arbeid.

### Necropolis

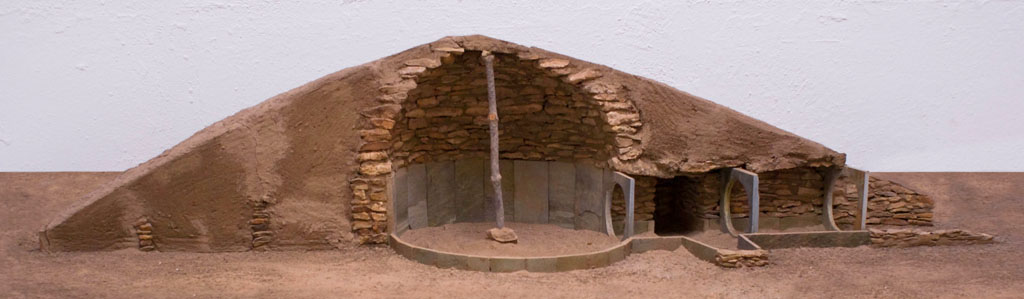
koepelgraf met kraaggewelf

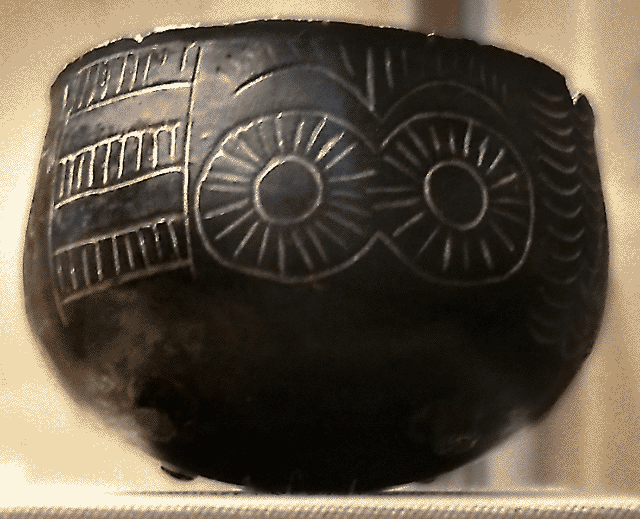
aardewerk met ogenidool

In het westen bevinden zich rond 80 koepelgraven in ronde stenen grafheuvels met een gemiddelde doorsnee van 15 meter. De wanden zijn megalithisch, de plafonds hebben ofwel een kraaggewelf of een megalithische deksteen. De kamers zijn altijd rond, met soms zijkamers van droog gestapelde stenen. De korte, lage gangen zijn vaak verdeeld in een gang en een portaal. Sommige kamers hebben een met stenen geplaveide vloer en muurschilderingen. De archeologen gaan ervan uit dat ieder koepelgraf een afzonderlijke familie of clan toebehoorde.
Een grote hoeveelheid aan grafgiften werd gevonden. Hieronder bevinden zich koperen gereedschappen en aardewerk van het Almería-type, zij het met conische, niet buikige vormen, alsook rijk versierd keramiek met dubbelspiralen en zogenaamde ogenidolen. Deze decoraties zijn ook te vinden op verschillende idolen uit steen, aardewerk en been. Voorwerpen uit ivoor en struisvogeleierschalen wijzen op handelscontacten met Afrika. Aan de overkant van de Straat van Gibraltar in het huidige Noord-Marokko bestonden in dezelfde periode ook klokbekernederzettingen.

## Relatie tot andere culturen
Los Millares wordt beschouwd als deel van de klokbekercultuur en de West-Europese megalithische traditie. Overeenkomsten tussen de architectuur van Los Millares en die van Monte d'Accoddi op Sardinië werden opgemerkt. Tegelijkertijd met Los Millares bestonden in het gebied meerdere nederzettingen in Almizaraque (Bajo Almanzora), Terrera Ventura (Tabernas), El Tarajal (Campo de Níjar), El Malagón, Las Angosturas, Cerro de la Virgen, Cabezo del Plomo (Mazarrón), Les Moreres (Crevillente), enz. Belangrijke nederzettingen bevonden zich in Los Silillos en Cabrera.
- Virtual International Authority File: 243554608